# Drobnomieszczaństwo
Drobnomieszczaństwo – warstwa drobnych wytwórców towarowych lub handlarzy, posiadających środki produkcji i niewielką własność prywatną, niezatrudniający wcale lub zatrudniający niewielu najemnych pracowników.

## Charakterystyka
Warstwa ta na ziemiach polskich ukształtowała się na przełomie XVIII i XIX w. Początkowo (połowa XIX w.) używano określenia „małomieszczanin”, następnie od końca XIX w. właśnie „drobnomieszczanin”, przyjęty ostatecznie w okresie międzywojennym. Do najbogatszych drobnomieszczan zalicza się posiadaczy zmechanizowanych przedsiębiorstw, kupców, następnie rzemieślników, sklepikarzy, dorożkarzy i właścicieli kamienic. Najniżej w hierarchii stali uliczni handlarze, domokrążcy czy biedniejsi rzemieślnicy. Szacuje się, że w międzywojniu warstwa ta liczyła ok. 3,5 mln ludzi.